# Арапов, Пимен Николаевич
Пи́мен Никола́евич Ара́пов (1796—1861) — русский писатель, драматург и переводчик, журналист, первый историограф русского театра.

## Биография
Родился 6 (17) августа 1796 года в деревне Араповка Саранского уезда Пензенской губернии, в богатой дворянской семье наровчатского уездного предводителя дворянства Николая Андреевича Арапова (05.12.1757 — 02.11.1826). Брат Пензенского губернского предводителя дворянства, генерала-лейтенанта Александра Николаевича Арапова. Воспитывался сначала в пансионе В. В. Измайлова, затем в благородном пансионе при Московском университете; тогда же начал заниматься переводами пьес, переведя в 1810 году повесть с немецкого — «Тильзитский мир»; через три года после этого появилась другая переводная, также с немецкого, повесть «Смерть Карла первого, короля английского», а в 1814 году — оригинальная стихотворная шутка: «Моя жертва Наполеону: Кривой коршун и Кузнецкий мост». В том же году Арапов поступил на словесное отделение Московского университета, но не окончив его, определился в 1817 году юнкером в Преображенский полк, где близко сошёлся с поручиком Катениным. В 1818 в чине прапорщика он перевёлся в кавалергардский полк. С этого времени, начав играть на любительской сцене — участвовал в постановках домашних театров: в Москве — у князя И. М. Долгорукова, в Санкт-Петербурге — у князя А. А. Шаховского и М. В. Загоскина, он познакомился с рядом театральных деятелей.
Масон. Посвящён в 1816 году в петербургской ложе «Избранного Михаила», которой руководили Ф. П. Толстой и Ф. Н. Глинка. В 1818 году перешёл в ложу «Орла Российского», где в 1818—1819 гг. был секретарём, а в 1820—1821 гг. оратором. Член шотландской ложи (высших степеней) «Сфинкса» в Петербурге.
Оставив, по совету Сперанского, военную службу, Арапов служил при нём, некоторое время в канцелярии сибирского генерал-губернатора (с оставлением в Петербурге), а в 1825 году перешёл в канцелярию московского генерал-губернатора, где состоял секретарём по управлению местными театрами.
В последнее десятилетие своей жизни был вице-губернатором в Саратовской и Новгородской губерниях, а также состоял при министерствах императорского двора и финансов.
Первые публикации — в московском журнале «Вестник Европы». Позже писал статьи в журналах «Благонамеренный» Измайлова и «Сын Отечества», стал сотрудником «Северной пчелы» в отделе театра и присылал туда материалы из-за границы, где путешествовал в конце пятидесятых годов, о парижском, лондонском, брюссельском и берлинском театрах. Переводил на русский язык и сочинял свои авторские пьесы для московского и петербургского театров, всего около 20 пьес; среди них: «Польдер, или Амстердамский палач», драма «Блаженин», комедии-водевили: «Статья из газет», «Прихотник без денег», «Медведь и Паша», «Ватель, или Потомок великого человека», «Одушевлённые цветы и мечтатель», «Чёртов колпачок» (для В. H. Асенковой), «Лизанька (актриса Сандунова)», «Г-жи Сельмины, или Муж, жена и вдова», «Секретарь и повар», «Вертеп», «Демьянова уха», «Пикасьет», «Волшебное стекло», «Квартира в московской гостинице» и другие.

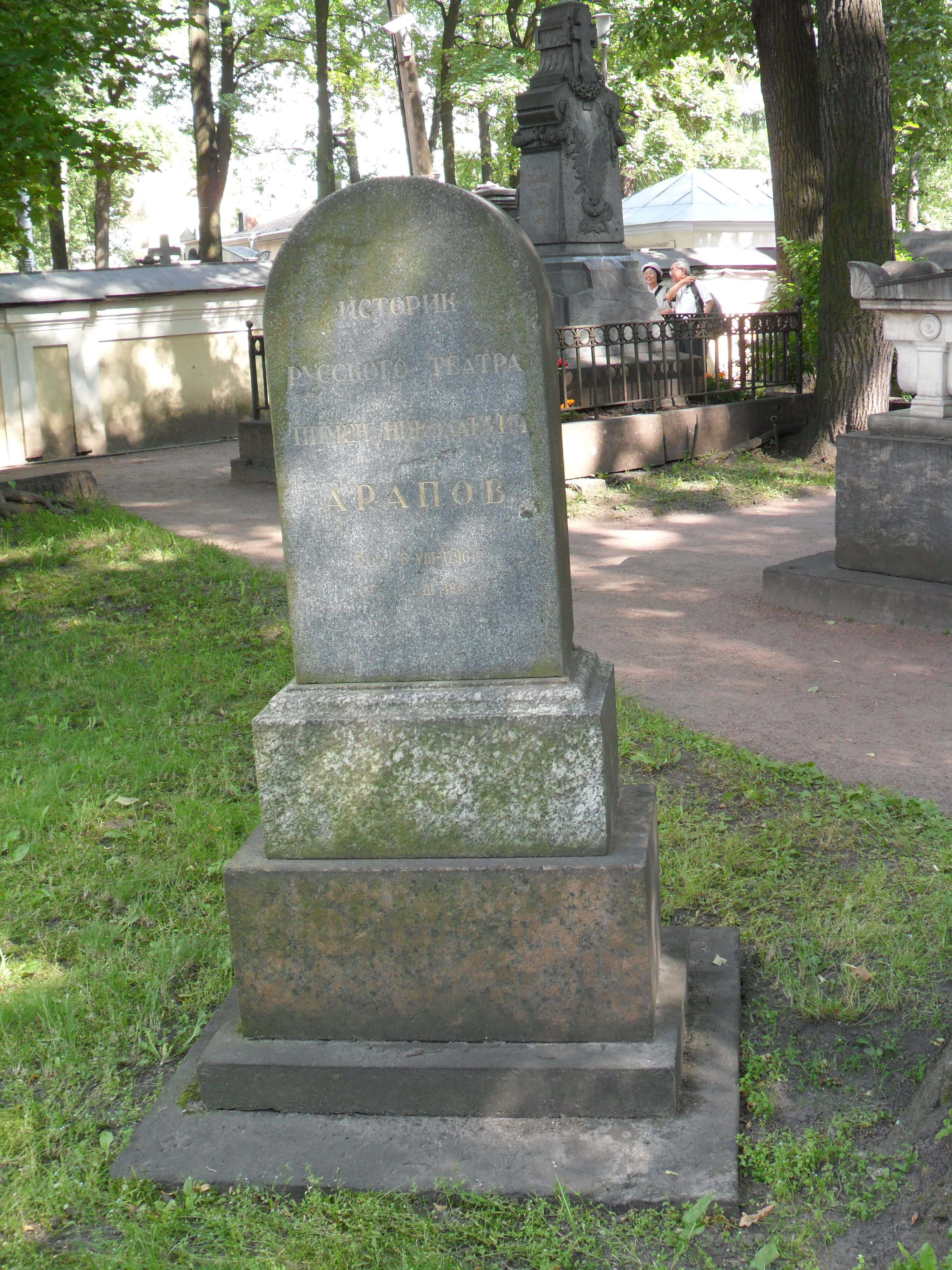
Могила П. Н. Арапова на Некрополе мастеров искусств Александро-Невской лавры в Санкт-Петербурге

В 1830 году вместе с Д. И. Новиковым издал литературно-музыкальный альбом «Радуга», в 1850 году вместе с художником Раппольтом — «Драматический альбом», куда вошли портреты и биографии 20 знаменитых русских артистов, снимки старинных афиш и редких рукописей о московском театре, исторические очерки по усовершенствованию русского театра; кроме того он издал в Париже книгу «Драматический букет» — собрание портретов русских актрис и танцовщиц.
С 1814 года он собирал материал по истории театра в России. Подготовил к изданию книгу «Летопись русского театра» — капитальный труд, вместивший наиболее полное хронологическое описание истории русского театра от 1673 года (при Алексее Михайловиче) до царствования Николая I, ставший первой книгой театральной литературы и театроведения — сведения о репертуаре, труппах, театральном быте. В книгу вошли также дневниковые записи актёра А. В. Каратыгина, отмечавшего ежедневно, в течение 36 лет (1794—1832), всё происходившее на русской сцене. Однако труд его жизни Пимену Николаевичу увидеть не пришлось, книга была издана сразу после его смерти (СПб., 1861).
Умер в Петербурге; похоронен в Александро-Невской лавре на Тихвинском кладбище — Некрополе мастеров искусств.

## Награды
- Орден Святого Владимира 4-й ст. (2 сентября 1826 года)